# Renato Terra
Renato Terra, född Renato Caizi 26 juli 1922 i Neapel, Kampanien, död 28 november 2010 i Rom, var en italiensk skådespelare och poet.

## Roller i urval
- 1950 – Hoppets väg
- 1957 – Vita nätter
- 1958 – Kvartetten som sprängde
- 1958 – Utmaningen
- 1960 – Djävulsmasken
- 1960 – Rocco och hans bröder
- 1963 – Våldförd stad
- 1964 – Matteusevangeliet
- 1964 – La vita agra
- 1966 – Jag, jag, jag och de andra
- 1966 – Kyss först, skjut se'n
- 1977 – Jesus från Nasaret (TV-serie)